# Jerzy Wirszyłło
Jerzy Wirszyłło (ur. 4 maja 1901 w Orzechówce, k. Kijowa, zm. 23 kwietnia 1990 w Olsztynie) – polski ksiądz katolicki, biblista, tłumacz Biblii Tysiąclecia.

## Życiorys
W 1919 ukończył Gimnazjum w Kijowie, następnie wstąpił do seminarium duchownego diecezji łucko-żytomierskiej. Po otrzymaniu święceń diakonatu wyjechał do Tuluzy na studia teologiczne, 3 lutego 1924 przyjął w Nicei święcenia kapłańskie, a w 1925 obronił w Tuluzie pracę doktorską. W latach 1925–1927 studiował w Papieskim Instytucie Biblijnym i obronił tam licencjat. Od 1927 był profesorem nauk biblijnych Seminarium Duchownego w Łucku. W 1945 repatriowany do Lublina, pracował krótko w Poddębicach i Brzezinach. Od 1949 do 1987 był wykładowcą egzegezy Pisma Świętego Wyższego Seminarium Duchownego "Hosianum" w Olsztynie. W 1953 został inkardynowany do diecezji warmińskiej, pełnił tam m.in. funkcje egzaminatora prosynodalnego, sędziego prosynadolnego, cenzora ksiąg religijnych. w 1960 został kanonikiem honorowym, a w 1964 kanonikiem gremialnym warmińskiej kapituły katedralnej.
Dla Biblii Tysiąclecia przetłumaczył Księgę Kapłańską.